# Marcelo Sampaio
Marcelo Sampaio Cunha Filho (Recife, 1º de dezembro de 1985) é um engenheiro civil, servidor público e político brasileiro. Foi Ministro da Infraestrutura do Brasil até 31 de dezembro de 2022.

## Biografia
Marcelo Sampaio é casado e pai de dois filhos. Servidor público de carreira, ingressou em 2008 como Analista de Infraestrutura no então Ministério do Planejamento, Desenvolvimento e Gestão, atual Ministério da Economia. Nascido em Pernambuco, veio para Brasília aos 8 anos, quando o pai, funcionário do Banco do Brasil, foi transferido para a Capital Federal. Frequentou escolas públicas na educação básica e se graduou em Engenharia Civil pela Universidade de Brasília em 2008. Na mesma Universidade, em 2014, concluiu Mestrado em Planejamento de Transportes, com dissertação relacionada à Avaliação da Vulnerabilidade da Rede de Transporte Rodoviário de Cargas no Brasil.
Em 2010, foi nomeado Gerente de Projetos da Secretaria Nacional de Política de Transportes, tendo exercido o cargo de junho de 2010 a abril de 2012. A transição ocorreu para assumir a função de Coordenador-Geral de Geoprocessamento, até outubro de 2013. Logo após, tornou-se Diretor de Informações em Transportes e Gestão Estratégica da mesma Secretaria de 2013 a 2016 e, posteriormente, nomeado Assessor da Secretaria Executiva do Ministério dos Transportes, de 2016 a 2017. 
Em janeiro de 2017, foi transferido para a Casa Civil, onde assumiu a função de Subchefe Adjunto de Gestão Pública da Subchefia de Articulação e Monitoramento, permanecendo até dezembro de 2018.
No início de 2019, retornou ao Ministério da Infraestrutura para assumir o cargo de Secretário-Executivo no governo Jair Bolsonaro. Nesta oportunidade, acompanhou a gestão de Tarcísio Gomes de Freitas até março de 2022, quando assumiu o Ministério  após a saída de Tarcísio.

## Principais Entregas como Ministro de Estado da Infraestrutura
| Seção                    | Data           | Entrega | Referências                 |
| ------------------------ | -------------- | --- | --------------------------- |
| Concessões               | 01/04/2022     | Assinatura do contrato de concessão da BR 163/230/MT/PA | [ 14 ] [ 15 ] [ 16 ]        |
| Concessões               | 20/05/2022     | Leilão da BR-116/493/465/RJ/MG: Rio-Valadares | [ 17 ] [ 18 ] [ 19 ]        |
| Normativos Estruturantes | 25/05/2022     | Decreto de Criação da INFRA/SA | [ 20 ] [ 21 ] [ 22 ]        |
| Trânsito                 | 01/06/2022     | Nova Carteira Nacional de Habilitação | [ 23 ] [ 24 ] [ 25 ]        |
| Concessões               | 06/06/2022     | Aprovação da 7ª Rodada de Concessão de Aeroportos | [ 26 ] [ 27 ] [ 28 ]        |
| Normativos Estruturantes | 15/06/2022     | Sanção da Lei do Vôo Simples | [ 29 ] [ 30 ] [ 31 ]        |
| Entregas                 | até 10/07/2022 | 24 obras, com destaque para: duplicação do contorno de Pelotas (BR-392/RS), duplicação da BR-101/SE, dragagem do Porto de Recife e Aeroporto de Passo Fundo. | [ 32 ] [ 33 ] [ 34 ] [ 35 ] |